# Список 25 лидеров плей-офф НБА по минутам за всю историю лиги

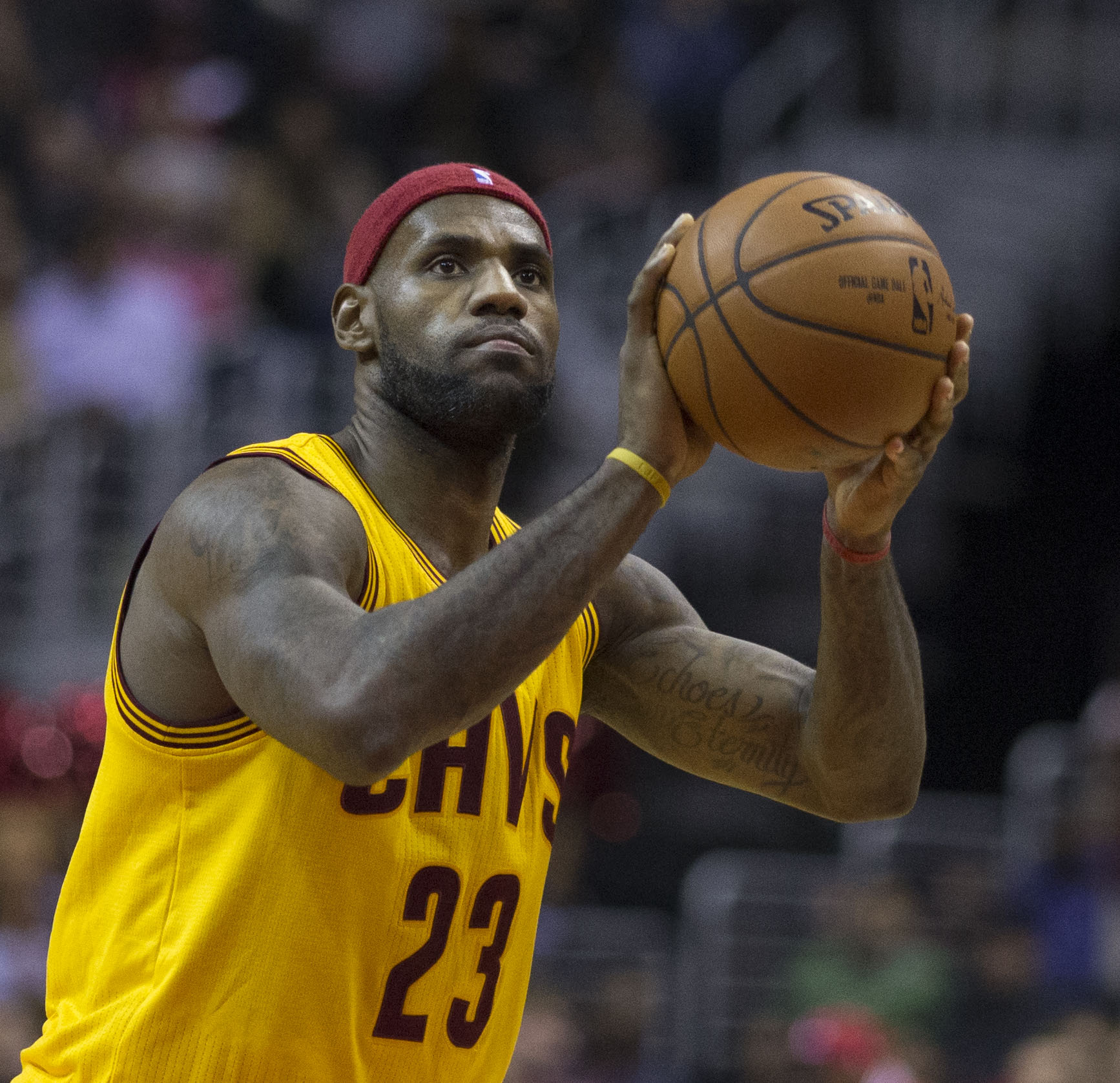
Леброн Джеймс — лидер плей-офф НБА по минутам за всю историю ассоциации

Этот список включает в себя 25 игроков, сыгравших наибольшее количество минут в играх плей-офф Национальной баскетбольной ассоциации за карьеру. Полный список лидеров в данной номинации опубликован на сайте basketball-reference.com.
Большое количество минут, проведённых баскетболистом на паркете в регулярных сезонах НБА за свою карьеру, указывает на прекрасное здоровье игрока, огромное трудолюбие, преданность любимой игре, большое стремление помочь своей команде и желание доказать, что тебя ещё рано списывать со счетов. Некоторые баскетболисты, несмотря на свой возраст, находятся в превосходной физической форме и показывают прекрасную игру как в атаке, так и в обороне, всегда радуя огромное количество своих болельщиков, что имеет немаловажное значение в продолжительности карьеры. Лишь один баскетболист на данный момент отыграл более 10 000 минут, 2 человека преодолели рубеж в 9000 минут и 6 игроков имеют в своём активе более 8000 минут.
Единственным игроком, преодолевшим рубеж в 10 000 минут, является Леброн Джеймс, который достиг этого результата в третьем матче финала НБА 2018 года против команды «Голден Стэйт Уорриорз», выйдя на первое место по этому статистическому показателю в шестой встрече первого раунда плей-офф 2018 года Восточной конференции против клуба «Индиана Пэйсерс». Форвард «Лос-Анджелес Лейкерс» до сих пор продолжает свою спортивную карьеру, отыграв после окончания плей-офф 2025 года 12 062 минуты.
Первым игроком, преодолевшим отметку в 9000 минут, является Тим Данкан, который добился данного показателя в плей-офф 2015 года, после этого завершил свою спортивную карьеру по окончании следующего плей-офф, проведя на паркете в конечном итоге 9370 минут. Совсем немного не дотянул до этой планки Карим Абдул-Джаббар, который повесил кроссовки на гвоздь по окончании плей-офф 1989 года с показателем в 8851 минуту. На четвёртом месте идёт Коби Брайант, завершивший карьеру по окончании плей-офф 2012 года, проведя на площадке в итоге 8641 минуту.
Лидером же по среднему показателю за игру на данный момент является Уилт Чемберлен, который после окончания карьеры имеет в своём активе результат в 47,24 минуты в среднем за игру. Второе место по этому показателю занимает Билл Расселл, который по итогам своих выступлений проводил на паркете по 45,44 минуты в среднем за игру. На третьем месте идёт Аллен Айверсон, показатель которого составляет 45,11 минуты в среднем за игру.
В данный список входят всего четыре действующих баскетболиста, самым играющим из них является Леброн Джеймс, лидирующий в этой номинации.

## Легенда к списку
| Поз.    | ЛФ             | ТФ              | Ц         | РЗ                       | АЗ                 | Прим.        |
| Позиция | Лёгкий форвард | Тяжёлый форвард | Центровой | Разыгры- вающий защитник | Атакующий защитник | Приме- чания |

| ^ | Отмечены игроки, выступающие в НБА по сей день                          |
| * | Избраны в Зал славы баскетбола                                          |
|   | Недавно закончил карьеру, но пока не избран в Зал славы                 |
|   | Закончил карьеру более 10 лет назад, но так и не был избран в Зал славы |

## Список
По состоянию на 23 июня 2025 года (на момент окончания плей-офф 2025 года, следующий плей-офф стартует в апреле 2026 года)
| Место | Игрок                | Фото | Поз.   | Год рождения | Клубы (годы) | Всего минут | Игр сыграно | Минут за игру | Зал славы | Прим.         |
| ----- | -------------------- | ---- | ------ | ------------ | --- | ----------- | ----------- | ------------- | --------- | ------------- |
| 1     | Леброн Джеймс^       |      | ЛФ/ ТФ | 1984         | Кливленд Кавальерс (2006—2010, 2015—2018) Майами Хит (2011—2014) Лос-Анджелес Лейкерс (2020—2021, 2023—2025)                                          | 12 062      | 292         | 41,31         | —         | [ 5 ] [ 6 ]   |
| 2     | Тим Данкан*          |      | ТФ/ Ц  | 1976         | Сан-Антонио Спёрс (1998—1999, 2001—2016) | 9370        | 251         | 37,33         | 2020      | [ 7 ] [ 8 ]   |
| 3     | Карим Абдул-Джаббар* |      | Ц      | 1947         | Милуоки Бакс (1970—1974) Лос-Анджелес Лейкерс (1977—1989)                                                                                             | 8851        | 237         | 37,35         | 1995      | [ 11 ] [ 12 ] |
| 4     | Коби Брайант*        |      | АЗ     | 1978 — 2020  | Лос-Анджелес Лейкерс (1997—2004, 2006—2012) | 8641        | 220         | 39,28         | 2020      | [ 13 ] [ 14 ] |
| 5     | Скотти Пиппен*       |      | ЛФ     | 1965         | Чикаго Буллз (1988—1998) Хьюстон Рокетс (1999) Портленд Трэйл Блэйзерс (2000—2003)                                                                    | 8105        | 208         | 38,97         | 2010      | [ 15 ] [ 16 ] |
| 6     | Шакил О’Нил*         |      | Ц      | 1972         | Орландо Мэджик (1994—1996) Лос-Анджелес Лейкерс (1997—2004) Майами Хит (2005—2007) Финикс Санз (2008) Кливленд Кавальерс (2010) Бостон Селтикс (2011) | 8098        | 216         | 37,49         | 2016      | [ 17 ] [ 18 ] |
| 7     | Карл Мэлоун*         |      | ТФ     | 1963         | Юта Джаз (1986—2003) Лос-Анджелес Лейкерс (2004) | 7907        | 193         | 40,97         | 2010      | [ 19 ] [ 20 ] |
| 8     | Тони Паркер*         |      | РЗ     | 1982         | Сан-Антонио Спёрс (2002—2018) | 7758        | 226         | 34,33         | 2023      | [ 21 ] [ 22 ] |
| 9     | Уилт Чемберлен*      |      | Ц      | 1936 — 1999  | Филадельфия/ Сан-Франциско Уорриорз (1960—1962, 1964) Филадельфия-76 (1965—1968) Лос-Анджелес Лейкерс (1969—1973)                                     | 7559        | 160         | 47,24         | 1979      | [ 23 ] [ 24 ] |
| 10    | Мэджик Джонсон*      |      | РЗ/ АЗ | 1959         | Лос-Анджелес Лейкерс (1980—1991, 1996) | 7538        | 190         | 39,67         | 2002      | [ 25 ] [ 26 ] |
| 11    | Билл Расселл*        |      | Ц      | 1934         | Бостон Селтикс (1957—1969) | 7497        | 165         | 45,44         | 1975      | [ 27 ] [ 28 ] |
| 12    | Майкл Джордан*       |      | АЗ     | 1963         | Чикаго Буллз (1985—1993, 1995—1998) | 7474        | 179         | 41,75         | 2009      | [ 29 ] [ 30 ] |
| 13    | Деннис Джонсон*      |      | РЗ/ АЗ | 1954 — 2007  | Сиэтл Суперсоникс (1978—1980) Финикс Санз (1981—1983) Бостон Селтикс (1984—1990)                                                                      | 6994        | 180         | 38,86         | 2010      | [ 31 ] [ 32 ] |
| 14    | Кевин Дюрант^        |      | ЛФ/ АЗ | 1988         | Оклахома-Сити Тандер (2010—2014, 2016) Голден Стэйт Уорриорз (2017—2019) Бруклин Нетс (2021—2022) Финикс Санз (2023—2024)                             | 6893        | 170         | 40,55         | —         | [ 33 ] [ 34 ] |
| 15    | Ларри Бёрд*          |      | ЛФ/ ТФ | 1956         | Бостон Селтикс (1980—1988, 1990—1992) | 6886        | 164         | 41,99         | 1998      | [ 35 ] [ 36 ] |
| 16    | Джон Хавличек*       |      | ЛФ/ АЗ | 1940 — 2019  | Бостон Селтикс (1963—1969, 1972—1977) | 6860        | 172         | 39,88         | 1984      | [ 37 ] [ 38 ] |
| 17    | Дерек Фишер          |      | РЗ/ АЗ | 1974         | Лос-Анджелес Лейкерс (1997—2004, 2008—2011) Юта Джаз (2007) Оклахома-Сити Тандер (2012—2014)                                                          | 6856        | 259         | 26,47         | —         | [ 39 ] [ 40 ] |
| 18    | Роберт Орри          |      | ТФ/ ЛФ | 1970         | Хьюстон Рокетс (1993—1996) Лос-Анджелес Лейкерс (1997—2003) Сан-Антонио Спёрс (2004—2008)                                                             | 6823        | 244         | 27,96         | —         | [ 41 ] [ 42 ] |
| 19    | Дуэйн Уэйд*          |      | АЗ/ РЗ | 1982         | Майами Хит (2004—2007, 2009—2014, 2016, 2018) Чикаго Буллз (2017)                                                                                     | 6697        | 177         | 37,84         | 2023      | [ 43 ] [ 44 ] |
| 20    | Эл Хорфорд^          |      | ТФ/ Ц  | 1986         | Атланта Хокс (2008—2013, 2015—2016) Бостон Селтикс (2017—2019) Филадельфия-76 (2020) Бостон Селтикс (2022—2025)                                       | 6643        | 197         | 33,72         | —         | [ 45 ] [ 46 ] |
| 21    | Джон Стоктон*        |      | РЗ     | 1962         | Юта Джаз (1985—2003) | 6398        | 182         | 35,15         | 2009      | [ 47 ] [ 48 ] |
| 22    | Джерри Уэст*         |      | РЗ/ АЗ | 1938         | Лос-Анджелес Лейкерс (1961—1970, 1972—1974) | 6321        | 153         | 41,31         | 1980      | [ 49 ] [ 50 ] |
| 23    | Джеймс Харден^       |      | АЗ     | 1989         | Оклахома-Сити Тандер (2010—2012) Хьюстон Рокетс (2013—2020) Бруклин Нетс (2021) Филадельфия-76 (2022—2023) Лос-Анджелес Клипперс (2024—2025)          | 6268        | 173         | 36,23         | —         | [ 51 ] [ 52 ] |
| 24    | Пол Пирс*            |      | ЛФ     | 1977         | Бостон Селтикс (2002—2005, 2008—2013) Бруклин Нетс (2014) Вашингтон Уизардс (2015) Лос-Анджелес Клипперс (2016—2017)                                  | 6229        | 170         | 36,64         | 2021      | [ 53 ] [ 54 ] |
| 25    | Роберт Пэриш*        |      | Ц      | 1953         | Голден Стэйт Уорриорз (1977) Бостон Селтикс (1981—1993) Шарлотт Хорнетс (1995) Чикаго Буллз (1997)                                                    | 6177        | 184         | 33,57         | 2003      | [ 55 ] [ 56 ] |

## Комментарии
1. ↑  Игроки НБА включаются в Зал славы баскетбола не ранее, чем через 5 полных лет после окончания карьеры[3], а с 2016 года этот период был сокращён до четырёх лет[4].
2. ↑  Это список НБА и в него не входят сезоны, проведённые игроками в других лигах, таких как АБА и прочих.
3. ↑  Количество сыгранных минут в среднем за игру, округляется до сотых.
4. ↑  Сменил имя 1 мая 1971 года после первой победы в НБА и принятия ислама, имя при рождении Фердинанд Льюис Алсиндор-младший или просто Льюис Алсиндор. Его новое имя, Карим Абдул-Джаббар, означает: «щедрый, слуга всесильного» (Аллаха)[9].